# ディア・エヴァン・ハンセン (映画)
『ディア・エヴァン・ハンセン』（Dear Evan Hansen）は、2021年のミュージカル映画。2015年に初演された同名のミュージカルを基に、スティーブン・チョボスキーが監督を務め、主演はミュージカル版でもハンセン役を演じたベン・プラットが務めた。

## ストーリー
社交不安障害を抱えた高校生のエヴァン・ハンセンは、セラピーの一環で自分自身に宛てた手紙を書いていた。しかしある日、クラスメートのコナー・マーフィーに手紙を持ち去られてしまう。後日、校長に呼び出されたエヴァンはコナーの両親からコナーが自殺したと告げられる。両親はコナーの遺品からエヴァンの手紙を見つけ、2人が親友だったと誤解してしまう。そしてコナーの母親に押すに押されて引けなくなったエヴァンは、遺族を悲しませないよう嘘の親友との思い出を語ってしまう。
後にこの嘘がSNSを通して大事に発展していくこととなる。

## キャスト
※括弧内は日本語吹替。
- エヴァン・ハンセン - ベン・プラット（英語版）（畠中祐）
- ゾーイ・マーフィー - ケイトリン・デヴァー（中村百伽）
- アラナ・ベック - アマンドラ・ステンバーグ（南真由）
- ジャレッド・カルワニ - ニック・ドダニ（新祐樹）
- コナー・マーフィー - コルトン・ライアン（英語版）（河西健吾）
- ラリー・マーフィー - ダニー・ピノ（高橋広樹）
- シンシア・マーフィー - エイミー・アダムス（中村千絵）
- ハイジ・ハンセン - ジュリアン・ムーア（山像かおり）
- オリヴァー - デマリウス・コープ
- ジェンマ - リズ・ケイト（三川華月）
- リス - アイザック・コール・パウエル（英語版）
- イザベル - エイブリー・ベダーマン（鷹雄葉月）
- ジョシュ - ジェラルド・シーザー（大野智敬）
- グレッグ - トミー・ケイン（蒼谷和樹）
- スカイ - マーヴィン・レオン（柳晃平）
- チェリーズ - ハディヤ・エシェ（いなせあおい）
- ナオミ - ジュリア・チェン・マイヤーズ（漆山ゆうき）
- ミセスG - マリアナ・アルバレス
- ハワード氏 - スウィフト・ライス（加瀬康之）

## 製作

### 開発
ユニバーサル・ピクチャーズは2018年11月に本作の映画化権を購入し、スティーブン・チョボスキーが監督に起用され、ミュージカル版の脚本家スティーブン・レヴィンソンも本作の脚本を執筆した。マーク・プラットとアダム・ジーゲルがプロデューサーを務め、ミュージカル版の作曲家ベンジ・パセック&ジャスティン・ポールはレヴィンソンとマイケル・ベダーマンと共にエグゼクティブ・プロデューサーを務めた。

### プリプロダクション
2020年6月、舞台でエヴァン・ハンセン役を演じ、本作のプロデューサーのマーク・プラットの息子であるベン・プラットは、この映画にて役を再演する予定で、ケイトリン・デヴァーもゾーイ・マーフィー役として主演する交渉に入った。2020年6月18日、プラットはCOVID-19パンデミックが制作を遅らさない限り、役を再演させるつもりだと述べた。本作の監督のスティーブン・チョボスキーは、この映画の主な目標はプラットの演技を捉え、不滅にすることであると説明し、「彼のキャラクターの理解はとても完全で深い。他の誰かがそれを演奏するなんて想像もできなかった。それは彼の一部です。私はそれについて非常に強く感じました。そして、私には、それは決して考慮ではありませんでした。」と述べた。

## 音楽
2020年8月、アマンドラ・ステンバーグはアラナ・ベックを演じることに加えて、ベンジ・パセック、ジャスティン・ポールと協力して彼女のキャラクターの為の新曲の執筆に取り組むことが確認された。 2021年5月18日、本作の公式映画サイトが立ち上げられ、「You Will Be Found」、「Waving Through a Window」「For Forever」「Words Fail」が含まれることを確認した。同日、ベン・プラットはVanity Fairのインタビューで「誰もが見逃す大きなことは何もないと思います。主要なビートとお気に入りの曲はすべて非常に無傷です」と同時に、別の新しい曲が映画のために書かれたことを示唆している。この映画のサウンドトラックは、2021年5月25日に事前ダウンロード可能となり、2021年9月にインタースコープ・レコードで発売される予定である。 

## ミュージカル版との違い
本作はミュージカルの忠実な映画化であると予想されるが、いくつかの曲の削除と一緒に、キャラクターの描写に変更が加えられた。さらに、ベン・プラットは、映画の結末が変更されたことを明らかにし、「映画の第3幕が延長され、エヴァンの悔恨と贖罪、その後の彼の償いの行為や、コナーという人間を本当に知るようになり、その家族を癒すのを手助けしようとする姿がもう少し描かれるようになっています。」「彼はミュージカルでの彼のように、2時間半も劇場で座っていて、もう終わりにして切り上げようと思っているような、そんな責任逃れをするような存在ではないんです。」と語った。本作は、ヴァル・エミッヒの2018年の小説版の要素を使用していない。

## 公開
本作は、2021年9月9日に開催される予定の2021年トロント国際映画祭にてオープニング作品として上映された。上映の発表に際して、TIFFの共同責任者で芸術監督のキャメロン・ベイリーは、「『ディア・エヴァン・ハンセン』が今年フェスティバルを立ち上げるのに理想的な映画であることは疑いの余地がなかった。この映画は、最終的には癒し、赦しに関するものであり、私たち全員が互いにどのようにつながり、不可欠であるかを再確認します。劇場で映画の力と喜びを共に共有するために、もう一度一緒に来て、今年を祝うために、より重要なアイデアを考えることができませんでした。 」と語った。
本国アメリカ合衆国では2021年9月24日に劇場公開された。 日本では11月26日に公開された。

### 予告編に対する批判
映画の最初の予告編は2021年5月18日にオンラインで公開された。エヴァン・ハンセンの登場は批判に満ち、視聴者は27歳のプラットが10代を演じるには年を取りすぎているように見えるとコメントした。ハンセン役を演じたプラットは、1978年の映画『グリース』で高校生を演じた俳優の年齢と比較して、反応を却下した。

## 作品の評価
Rotten Tomatoesによれば、276件の評論のうち高評価は29%にあたる79件で、平均点は10点満点中4.7点、批評家の一致した見解は「『ディア・エヴァン・ハンセン』は原作の持つ感情を捉える点においてはまずまずの仕事をしているが、疑問のあるキャスティングと飲み込みにくいストーリーによって台なしになっている。」となっている。
Metacriticによれば、48件の評論のうち、高評価は6件、賛否混在は26件、低評価は16件で、平均点は100点満点中39点となっている。